# Campeonato Equatoriano de Futebol – Terceira Divisão
A Segunda Categoría, também conhecida como Campeonato de Ascenso de Segunda Categoría, Série C ou Ascenso Nacional, é uma competição entre clubes de futebol equivalente à terceira divisão do futebol do Equador. A liga, diferentemente da Série A e Série B, é organizada pela Federação Equatoriana de Futebol (FEF) e garante duas vagas diretas na segunda divisão equatoriana.
O clube com mais títulos desde a criação do torneio, em 1967, é o Macará, com quatro conquistas. O atual campeão é o 22 de Julio de Esmeraldas.

## História
O futebol chegou ao Equador em meados de 1899, introduzido por Juan Alfredo Wright, um guayaquilense que, após viver na Inglaterra, trouxe a primeira bola de futebol ao país e incentivou os jovens locais a praticar o esporte. Nesse mesmo ano, foi fundado o Club Sport Guayaquil, o primeiro clube de futebol do país, seguido por outras instituições como o Club Sport Ecuador e o da Asociación de Empleados. Os primeiros jogos foram registrados em 1900. O Campeonato Nacional de clubes teve início em 1957, sendo interrompido nos dois anos seguintes e retomado definitivamente a partir de 1960. Em 1967, foi criada a Asociación Ecuatoriana de Fútbol, rebatizada em 1978 como Federación Ecuatoriana de Fútbol (FEF).
A Segunda Categoría do futebol equatoriano foi criada em 1967, com o objetivo de servir como divisão de acesso à primeira divisão nacional, substituindo os antigos campeonatos provinciais. Após uma primeira edição problemática, o torneio foi suspenso, e entre 1968 e 1970 o acesso passou a ser definido pelos campeonatos provinciais. Em 1971, com a criação da Série B, a Segunda Categoría tornou-se a terceira divisão nacional e, desde 1975, é disputada de forma contínua com um formato em três fases e promoção direta à segunda divisão.

## Regulamento

### Formato atual (Edição de 2024)
A Segunda Categoría, o torneio mais complicado do futebol equatoriano. Cerca de 240 clubes de todas as províncias competem entre si em busca da grande recompensa: a classificação para a Série B. A competição é dividida em fases provincial e nacional. Na primeira fase, os clubes disputam campeonatos organizados e regulamentados pelas federações de cada província. Os melhores times da fase provincial avançam para os play-offs da fase nacional, disputados em formato de "mata-mata", com jogos de ida e volta, com exceção da final, disputada em jogo único e em estádio neutro. Campeão e vice-campeão garantem o acesso à segunda divisão.

### Formato anterior
Durante muito tempo e com algumas alterações pontuais, a Segunda Categoría foi composta de três fases. A primeira corresponde aos campeonatos provinciais, cujos campeões e vice-campeões avançavam para a segunda fase, dividida em zonas regionais. A terceira fase era disputada pelos vencedores de cada uma das zonas da segunda fase, além de alguns melhores segundos colocados. Por fim, eram distribuídas em outros dois hexagonais. Os primeiros colocados de cada hexagonal lutavam pelo título e garantiam acesso automático à segunda divisão, Série B.

## Campeões

### Por edição
| Ano  | Campeão          | Placar             | Vice-campeão       | Notas e referências |
| ---- | ---------------- | ------------------ | ------------------ | ------------------- |
| 2024 | 22 de Julio      | 2 — 1              | Atlético Vinotinto | [ 5 ]               |
| 2023 | Leones del Norte | 2 — 1              | San Antonio        | [ 6 ]               |
| 2022 | Cuniburo         | 0 — 0 (4 — 3 pen.) | Vargas Torres      | [ 7 ]               |
| 2021 | Libertad FC      | 0 — 0 (6 — 5 pen.) | Imbabura SC        | [ 8 ]               |
| 2020 | Guayaquil Sport  | 1 — 0              | Cumbayá FC         | [ 9 ]               |
| 2019 | Chacaritas       | Pontos corridos    | 9 de Octubre       | [ 10 ]              |